# Colotois olivacea
Colotois olivacea är en fjärilsart som beskrevs av Hoffmann 1919. Colotois olivacea ingår i släktet Colotois och familjen mätare. Inga underarter finns listade i Catalogue of Life.